# Jüdische Gemeinde Zaberfeld
Eine jüdische Gemeinde in Zaberfeld im Landkreis Heilbronn im  nördlichen Baden-Württemberg bestand seit der Mitte des 18. Jahrhunderts. Die höchste Mitgliederzahl der jüdischen Gemeinde betrug 1818 etwa 47 Personen.

## Geschichte
Die Herren von Sternenfels, die seit 1390 Zaberfeld als württembergisches Lehen hatten, nahmen um 1745 Juden in ihrem Ort auf. Die Juden lebten vom Handel mit Vieh und Krämerwaren. Ein Betsaal in einem Privathaus wurde als Synagoge genutzt. Bemühungen, ein eigenes Synagogengebäude zu bauen, scheiterten an den ärmlichen Verhältnissen der Gemeindemitglieder. 1832 wurde die jüdische Gemeinde Zaberfeld der jüdischen Gemeinde Freudental als Filialgemeinde zugeordnet. Die Toten wurden auf dem jüdischen Friedhof in Freudental oder auf dem jüdischen Friedhof Flehingen beigesetzt. Die jüdische Gemeinde Zaberfeld verlor wie die meisten Landgemeinden ab der Mitte des 19. Jahrhunderts einen großen Teil ihrer Mitglieder durch Auswanderung und Wegzug in größere Städte.

## Nationalsozialistische Verfolgung

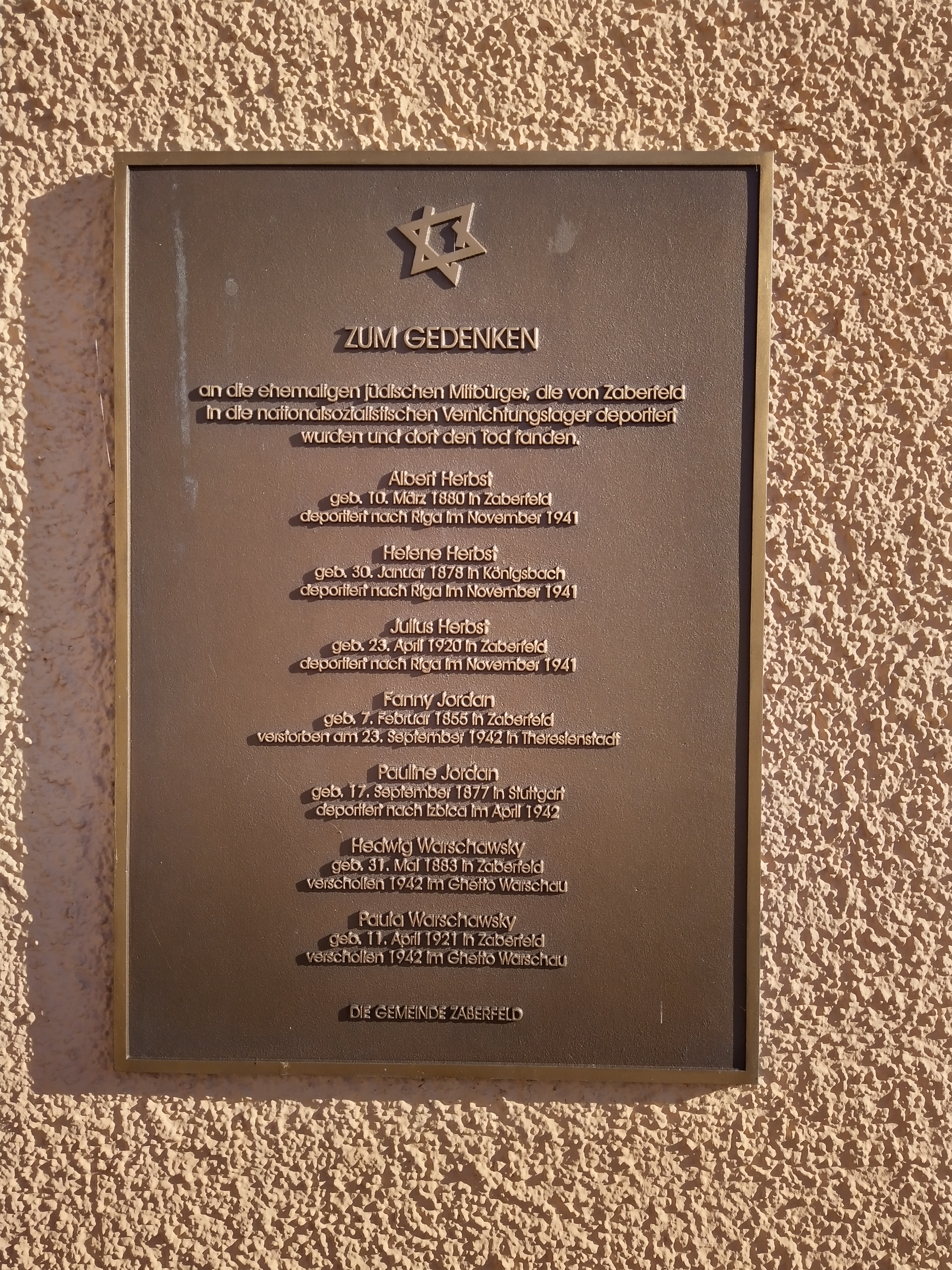
Gedenktafel am Löweneck

Im Jahr 1933 lebten nur noch die Familien Albert Herbst, Gustav Herbst und Jordan-Warschawsky in Zaberfeld. Albert Herbst wurde  mit seiner Frau Helene und ihrem Sohn Julius am 1. Dezember 1941 nach Riga deportiert und kam dort um. Die Familie des Gustav Herbst wanderte in die USA aus, ausgenommen die Tochter Flora Kirchheimer geborene Herbst, die am 22. Oktober 1940 während der Wagner-Bürckel-Aktion von Karlsruhe aus nach Gurs deportiert wurde. Sie ist in Auschwitz ermordet worden. Von der Familie Jordan-Warschawsky wurden Hedwig Warschawsky geborene Jordan und ihre Tochter Paula im Oktober 1938 bei der Polenaktion ausgewiesen. Fanny Jordan geborene Kaufmann starb am 23. September 1942 in Theresienstadt.
Das Gedenkbuch des Bundesarchivs verzeichnet 12 in Zaberfeld geborene jüdische Bürger, die dem Völkermord des nationalsozialistischen Regimes zum Opfer fielen.

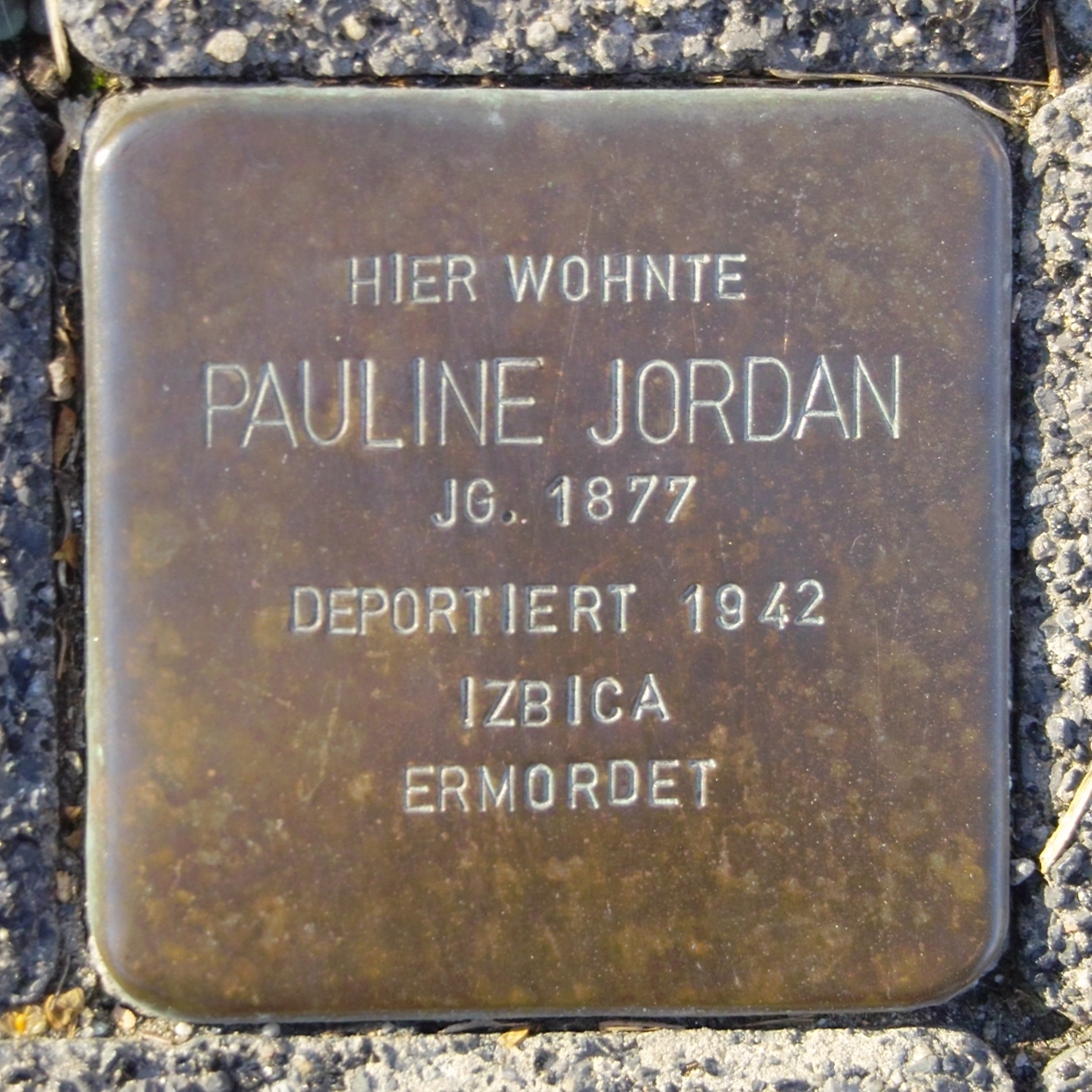
Stolperstein in Erinnerung an Pauline Jordan

Wie in anderen Orten auch, wurden auch in Zaberfeld sogenannte Stolpersteine verlegt, um an den letzten Wohnorten der von den Nationalsozialisten ermordeten Personen an diese zu erinnern.

## Bürgerliche Namen
Als alle Juden in Württemberg 1828/29 erbliche Familiennamen annehmen mussten, nahmen die Familienvorstände der Juden in Zaberfeld folgende Namen an: Heumann, Jordan, Kaufmann, Strauß und Weinsperger.

## Gemeindeentwicklung
| Jahr | Gemeindemitglieder |
| ---- | ------------------ |
| 1749 | 5 Personen         |
| 1756 | 30 Personen        |
| 1770 | 44 Personen        |
| 1810 | 12 Familien        |
| 1818 | 47 Personen        |
| 1873 | 33 Personen        |
| 1900 | 24 Personen        |
| 1933 | 13 Personen        |